# 于素秋
（1928年7月9日—2017年5月12日），原名于鳳。為1950年代、1960年代香港著名電影明星。父親是著名京剧名武生于占元，由於出身自京劇世家，自小開始學戲，擅打北派，是有名的京劇刀馬旦，也是成龍、洪金寶等人的大師姐和韓英傑小姨。

## 概述
于素秋1948年開始從影，曾主演超過200部影片，當中有170多部是武俠片，是香港早期著名的粵語片女星和武俠女星。作品包括粤语武侠片经典《如來神掌系列》，更曾與片中男主角曹達華傳出緋聞，被當時認定為最佳的螢幕情侶。 為表致敬，在電影《逃學威龍2》裏，吳孟達飾演的「曹達華」與葉德嫻所飾演、曾化名「于素秋」的角色「黃蓮」曖昧。
于素秋（黑牡丹）曾與鄧碧雲（藍牡丹）、鳳凰女（紅牡丹）、羅艷卿（銀牡丹）、余麗珍（紫牡丹）、吳君麗（白牡丹）、南紅（綠牡丹）、林鳳（黃牡丹）七位粵劇女演員義結金蘭，號稱「八牡丹」。1966年2月，于素秋与粤剧名伶麥炳榮於香港希爾頓酒店舉行婚禮，婚後息影。
2017年5月12日於美國三藩市因肺炎離世，享壽88歲。

## 演出作品

### 電影
| - 雙槍女俠（1949年） - 大俠復仇記（1949年） 飾 柳無非 - 宏碧緣（1949年） 飾 花碧蓮 - 女三劍俠（1950年） - 荒江女俠 - 下集（1950年） 飾 方玉琴 - 火燒紅蓮寺（1950年） 飾 甘聯珠 - 方世玉擂台招親 - 上集（1950年） 飾 楚顰 - 女俠胭脂虎（1950年） 飾 「胭脂虎」白素秋 - 荒江女俠血濺飛雲塔（1950年） 飾 方玉琴 - 方世玉擂台招親 - 下集（1950年） 飾 楚顰娘 - 荒江女俠 - 上集（1950年） 飾 方玉琴 - 十三太保（1951年） 飾 莉莉 - 霸王雞乸（1951年） 飾 霸王雞 - 真假玉面霸王（1951年） 飾 周雪蝶 - 荒江女俠大破蜈蚣陣（1951年） 飾 方玉琴 - 五虎斷魂槍（1951年） 飾 方雪珍 成年 - 江湖姊妹花（1951年） 飾 胡瑞蓮（胡碧蓮） - 海上女霸王（1951年） 飾 胡家鳳 - 紅俠（1951年） - 女俠白旋風（1951年） 飾 白旋風 - 原子飛劍俠（1951年） 飾 張雯蘭 - 少林五大奇俠（1951年） 飾 五枚師姑 - 一丈青（1951年） 飾 扈三娘 - 女俠一丈紅（1952年） 飾 一丈紅 - 奇俠黑旋風（1952年） 飾 一丈紅 - 一曲鳳求凰（1952年） - 歌唱新美人計（1952年） - 血濺金沙灣（1952年） 飾 黃小鳳 - 峨嵋女俠（1952年） - 啼笑姻緣（1952年） 飾 謝明珠 - 白蛇傳（1952年） 飾 白素貞 - 寶劍神弓（1952年） 飾 余素秋 - 新木蘭從軍（1953年） 飾 花木蘭 - 仲夏夜之戀（1953年） 飾 楊秋萍 - 秦良玉（1953年） 飾 秦良玉 - 荒江奇俠（1953年） - 白花蛇（1954年） - 碧血黃花（1954年） 飾 李晚挽 - 鐵橋三義救穿雲燕（1954年） 飾 秀芬 - 鐵金剛三訪峨嵋俠（1954年） 飾 秀芬 - 寶劍結良緣（1954年） 飾 玉明珠 - 關東四俠血戰榴花塔（1955年） - 關東四俠千里報父仇（1955年） - 江湖奇俠（1956年） 飾 甘聯珠 - 女俠響尾追魂鏢（1956年） 飾 女俠盧道娥 - 橫霸七省勝字旗（1956年） - 黃花閨女（1957年） 飾 春五娘 - 女俠紅蝴蝶（1957年） 飾 紅蝴蝶 - 風火鬼頭刀（1957年） 飾 楊秋雲 - 龍鳳雙劍俠（1957年） - 女俠黃鶯夜破三屍案（1959年） 飾 黃鶯 - 女俠黃鶯擒凶記（1959年） 飾 黃鶯 - 十三號兇殺案（1960年） 飾 黃鶯 - 龍虎鬥江南（1960年） 飾 廣慈師太 - 秘密三女探（1960年） 飾 黃鶯 - 屠龍女三斗粉金剛（1960年） 飾 萬秀清 - 女飛俠黃鶯巧破鑽石黨（1960年） 飾 黃鶯 - 五毒白骨鞭（1960年） 飾 白梅花 - 溫柔鄉（1960年） 飾 沈婉虹 - 怪俠赤屠龍（1960年） 飾 萬秀清 - 天山雙狐斗屠龍（1960年） 飾 萬秀清 - 蘆花河會母（1961年） 飾 樊梨花 - 殺出重圍（1961年） 飾 黃鶯 - 神拳鐵扇子（1961年） 飾 李琼英 - 步步驚魂（1961年） 飾 梁美芬（梁美蘭） - 活骷髏浴血五仙觀（1961年） 飾 白梅花 - 無敵楊家將（1961年） 飾 穆桂英 - 楊門女將告御狀（1961年） 飾 杜金娥 - 崑崙三女俠夜盜香魂帕（1961年） 飾 趙芸娘 - 梁紅玉血戰黃天蕩（1961年） 飾 梁紅玉 - 白門樓斬呂布（1961年） 飾 呂布 - 仙鶴神針 - 上集（1961年） 飾 蘇飛鳳 - 仙鶴神針 - 下集（1961年） 飾 蘇飛鳳 - 崑崙七劍斗五龍（1961年） 飾 青冥劍柳湘 - 苗山白毛女（1961年） 飾 秦紫卿 - 青龍鎮殲霸戰（1961年） 飾 羅英 - 魔犬追兇（1961年） 飾 第五號女探 - 天下第一劍 - 上集（1961年） 飾 天山玉女張麗華 - 天下第一劍 - 大結局（1961年） 飾 張麗華 - 追魂太極鏢（1961年） 飾 粉蝶兒 - 關東三女俠（1961年） 飾 趙芸娘 - 一劍九連環（1961年） 飾 粉蝶兒 - 五嶽英雄傳（1961年） 飾 紅衣女葉鳳珠 - 洪宣嬌（1962年） 飾 洪宣嬌 - 蛇女飛魔（1962年） 飾 蛇女 - 雙劍盟 - 上集（1962年） 飾 東方亮 - 雙劍盟 - 下集（1962年） 飾 東方亮 - 黃毛怪人（1962年） 飾 黃鶯 - 八大女俠鬧江湖 - 上集（1962年） 飾 德貞 - 八大女俠鬧江湖 - 下集（1962年） 飾 德貞 - 白骨陰陽劍 - 上集（1962年） 飾 胡湘風 - 白骨陰陽劍 - 下集（1962年） 飾 胡湘風 - 女俠戲金龍（1962年） 飾 余玉嬌 - 火龍怒吞雙虎將（1962年） 飾 王香菱 - 劍影恩仇錄（1962年） 飾 追風神俠白燕子 - 李紫蓮 - 魔鏡神珠 - 上集（1962年） 飾 李寒梅 - 魔鏡神珠 - 大結局（1962年） 飾 李寒梅 - 唐三藏取西經（1962年） 飾 分飾孫悟空、春蘭 - 浴室飛屍（1962年） 飾 方美玲 - 乳燕驚魂（1962年） 飾 羅惠芳 - 萍水奇緣（1962年） 飾 崆峒公主 - 馬騮精出世（1962年） 飾 馬騮精孫悟空 - 文武狀元爭綵鳳（1962年） 飾 反串文卓輝 - 關東第一劍 黑虎崖殲仇記（1962年） 飾 安雪英 - 三劍斗天魔（1962年） 飾 鐵娥 - 白猿女三盜寶蓮燈（1962年） 飾 王金鳳 - 隱形女俠（1962年） - 關東大俠（1962年） 飾 安雪英 - 仙鶴神針 - 大結局（1962年） 飾 蘇飛鳳 - 斷橋產子（1962年） 飾 白素貞 - 雙劍神鞭俠（1962年） 飾 施妙娥 - 鍾無艷掛帥征西（1962年） 飾 鍾無艷 - 搶老婆（1962年） 飾 胡月英 | - 黑海擒凶（1962年） 飾 柳文英 - 霹靂金較剪（1963年） 飾 曾飄霞 - 勾魂鬼爪（1963年） 飾 丁秀蘭（白髮仙姑） - 寶城劍侶（1963年） 飾 丁麗娜 - 化骨神龍劍（1963年） 飾 魏飛紅 - 不斬樓蘭誓不還（1963年） 飾 魏公主 - 雷電天仙劍（1963年） 飾 白如霜 - 八表雄風（1963年） 飾 朱玲（瓊瑤公主） - 臥虎藏龍（1963年） 飾 趙倩瓊 - 定天神劍（1963年） 飾 趙倩琼 - 寶劍群英會（1963年） - 打龍袍（1963年） 飾 陶三春 - 乾隆皇大鬧杏花樓（1963年） - 萬劍之王（1963年） 飾 蘇韻娘 - 小龍女三戲白蛇精（1963年） 飾 施玉鳳、白蛇精 - 漓江河畔血海仇 - 上集（1963年） 飾 袁碧施 - 漓江河畔血海仇 - 下集（1963年） 飾 袁碧施 - 清宮劍影錄 - 上集（1963年） 飾 王雪蓮、三音神尼 - 清宮劍影錄 - 下集（1963年） 飾 聖嬰王雪蓮、三音神尼 - 吸血神鞭（1963年） 飾 蘇韻娘（伏蟒花豹） - 碧血金釵 - 上集（1963年） 飾 丁玲 - 碧血金釵 - 下集（1963年） 飾 丁玲 - 龍虎三女霸（1963年） 飾 藍蝴蝶謝柳鶯 - 劍俠金縷衣（1963年） 飾 龍碧玉 - 白骨陰陽劍 - 第三集（1963年） 飾 胡湘風 - 白骨陰陽劍 - 第四集（1963年） 飾 胡湘風 - 劍神傳 - 上集（1963年） 飾 朱玲 - 兩個東宮爭太子（1963年） 飾 萬里紅 - 鐵雁霜翎 - 上集（1963年） 飾 鐵守容 - 鐵雁霜翎 - 下集（1963年） 飾 鐵守容 - 龍虎下江南 - 上集（1963年） 飾 司馬玉儀、司馬長纓 - 龍虎下江南 - 大結局（1963年） 飾 司馬長纓、司馬玉儀 - 武潘安（1963年） 飾 楚雲 - 英娥殺嫂（1963年） 飾 林英娥 - 七劍震江湖（1963年） 飾 黑衣女俠玉燕 - 黑蜈蚣（1963年） 飾 彩霓劍-桂玉嬌 - 天劍神筆（1963年） 飾 羅剎女冷月明 - 飛劍神龍（1963年） 飾 孫紫娥 - 火燒紅蓮寺（1963年） 飾 甘聯珠 - 霹靂金較剪 - 上集（1963年） 飾 曾飄霞 - 錦繡天堂（1964年） 飾 探長女友 - 海底龍吟劍 - 上集（1964年） 飾 冷如霜（無情劍） - 海底龍吟劍 - 下集（1964年） 飾 冷如霜（無情劍） - 三個正宮救太子 - 上集（1964年） 飾 李妙齡 - 三個正宫救太子 - 下集（1964年） 飾 李妙齡 - 龍虎震江南 - 上集（1964年） 飾 司馬玉儀、反串司馬長纓 - 龍虎震江南 - 下集（1964年） 飾 司馬玉儀、反串司馬長纓 - 孫悟空七打九尾狐（1964年） 飾 九尾仙狐 - 女俠脫脫兒 - 上集（1964年） 飾 脫脫兒 - 女俠脫脫兒 - 大結局（1964年） 飾 脫脫兒 - 如來神掌上集（1964年） 飾 裘玉華 - 如來神掌下集大結局（1964年） 飾 裘玉華 - 如來神掌三集（1964年） 飾 裘玉華 - 如來神掌四集大結局（1964年） 飾 裘玉華 - 魔宮神掌 - 上集（1964年） 飾 阮玉荷、阮春蘭 - 魔宮神掌 - 大結局（1964年） 飾 阮玉荷（阮春蘭） - 七寶金剛劍（1964年） 飾 夏無雙 - 陣陣美人威（1964年） 飾 陶日清 - 龍江三虎 - 上集（1964年） 飾 玉面虎 - 龍江三虎 - 下集（1964年） 飾 玉面虎 - 霹靂薔薇 - 上集（1964年） 飾 陳艷紅 - 斷魂劍 - 上集（1964年） 飾 鄺雪 - 斷魂劍下集（1964年） 飾 鄺雪 - 萬變飛狐（1964年） 飾 狄小青 - 香城九鳳（1964年） - 神俠鬧江南（1964年） 飾 王紫萍 - 南北鐵觀音（1964年） 飾 歐陽秋雁 - 花開富貴錦城春（1964年） 飾 方劍英 - 碧血金釵 - 第三集（1964年） 飾 丁玲 - 白骨離魂針 - 上集（1964年） 飾 裘雪梅 - 白骨離魂針 - 下集（1964年） 飾 裘雪梅 - 虹霓關（1964年） 飾 李春娥 - 霹靂金較剪 - 下集大結局（1964年） 飾 曾飄霞 - 白骨魔鞭（1964年） 飾 魏飛紅 - 十三號情報員（1964年） 飾 胡麗嫦 - 打龍袍（1964年） 飾 陶三春 - 荒江三女侠（1965年） 飾 紅衣女俠 - 蕭聲震武林 - 上集（1965年） 飾 連雲嬌 - 蕭聲震武林 - 下集（1965年） 飾 連雲嬌 - 火燒平陽城（1965年） - 無敵神童方世玉（1965年） 飾 苗翠花 - 魔穴神娃 - 上集（1965年） 飾 胡美紅 - 魔穴神娃 - 下集（1965年） 飾 胡美紅 - 無敵天書 - 上集（1965年） 飾 白凌霜 - 無敵天書 - 下集（1965年） 飾 白凌霜 - 南北雙雄 (1965) 飾 羅君鳳 - 聖劍風雲 - 上集（1965年） 飾 紅衣女舒倩 - 聖劍風雲 - 下集（1965年） 飾 紅衣女舒倩 - 神劍魔蕭 - 上集（1965年） - 神劍魔蕭 - 下集（1965年） - 威風十八劍（1965年） 飾 素素 - 孫悟空七鬥八大仙（1965年） 飾 荷仙姑 - 特務101（1965年） 飾 趙静霞 - 如來神掌怒碎萬劍門（1965年） 飾 裘玉華 - 紫電神風劍（1965年） 飾 姚家碧 - 鬼谷神珠（1965年） 飾 花神 - 999神秘雙屍案（1965年） 飾 姚幗英 - 鐵金剛狗埸追凶（1965年） 飾 林幸玲 - 帝强争雄記（1965年） 飾 凌玉姬 - 南北鐵咀鷄（1965年） 飾 樂笑珊 - 天堂地獄水晶宮（1965年） 飾 凌波 - 斷臂神龍劍（1966年） 飾 呂四娘 - 金羅漢三戲鐵觀音（1966年） 飾 鐵觀音 - 昆侖三殺手（1966年） 飾 吳玉燕 - 火龍神珠（1966年） 飾 聶令儀 - 鐵血恩仇錄 - 上集（1966年） 飾 白美華 - 鐵血恩仇錄 - 下集（1966年） 飾 白美華 - 中原奇侠（1966年） 飾 狄小青 - 女金剛（1966年） 飾 馬秋雲 - 女飛俠（1966年） 飾 馬秋雲 - 女毒手（1966年） 飾 李碧雲 - 鐵血火龍令（1968年） 飾 聶令儀 - 神探一號（1970年） |